# بوينغ 767
بوينغ 767، هي طائرة نفاثة من إنتاج شركة بوينغ. تبلغ القدرة الاستعابية للطائرة ما بين 181 و 375 مسافر، ويصل مداها ما بين 850 3 و 385 6 ميل بحري (130 7 و 825 11 كلم) حسب كل نسخة.
تم إنتاج ثلاثة نسخ من طائرة بوينغ 767، النسخة الأصلية 200-767 دخلت الخدمة عام 1982، تم تليها النسخة 300-767 في عام 1986، ثم النسخة 400-767 في عام 2000. على غرار هذه النسخ الخاصة بالرحلات التجارية فقد قامت بوينغ بتطوير هذه الطائرة وإحداث نسخ منها خاصة بالشحن الجوي، والاستعمال العسكري (بوينغ إي-767، بوينغ كيه سي-767، بوينغ كيه سي-46 بيغاسوس).
في عام 2017، أكبر عدد من طائرات بوينغ 767 هو الموجود لدى خطوط دلتا الجوية بمجموع 81 طائرة بوينغ 767 في أسطولها، تليها خطوط يو بي إس الجوية بعدد 61 طائرة بوينغ 767، ثم في المرتبة الثالثة فيديكس إكسبريس بعدد 49 طائرة بوينغ 767 في الأسطول.
رغم إنتاج إصدارات جديدة مثل بوينغ 777، وبوينغ 787 ودخولها للخدمة، لكن لا تزال شركة بوينغ تُنتج طائرة بوينغ 767 في مصنعها، نظراً لوجود الطلب عليها خصوصاً من قبل شركات الطيران التي تشتغل في مجال الشحن الجوي أو من طرف الهيئات الحكومية والعسكرية.

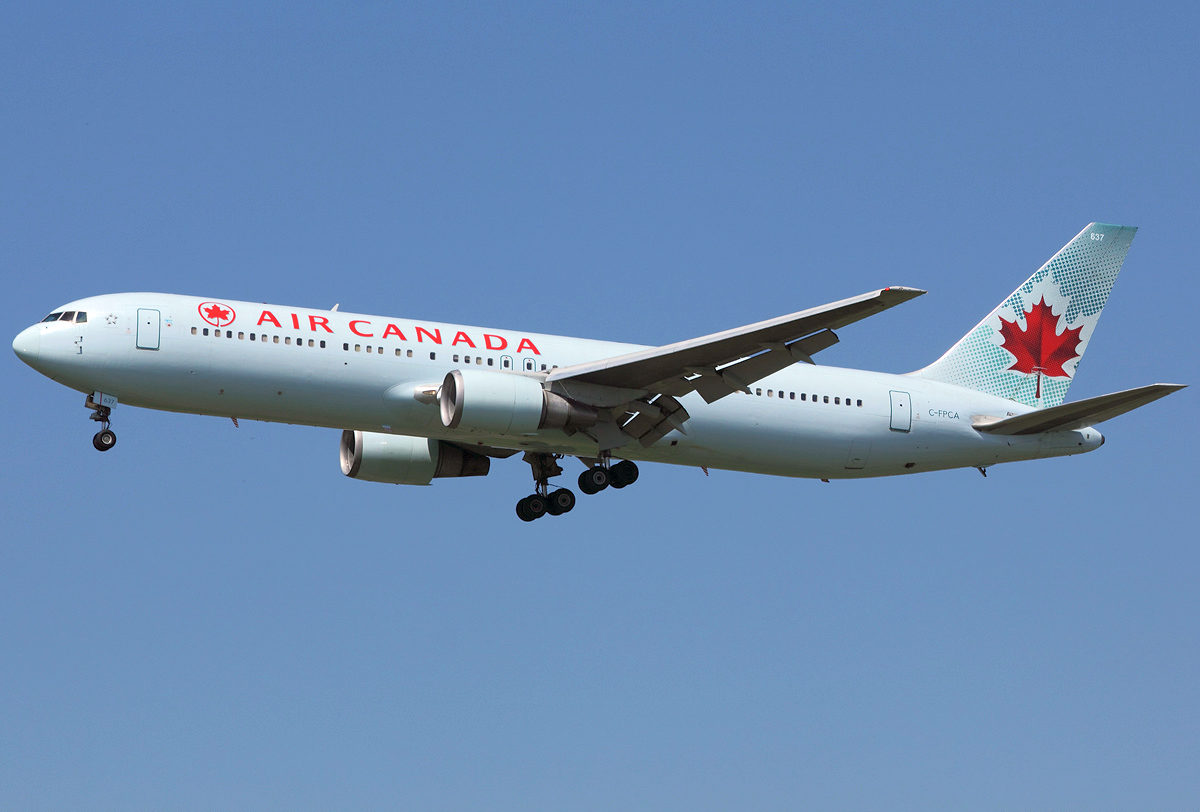
طائرة بوينغ 767، للخطوط الجوية الكندية

## تاريخ

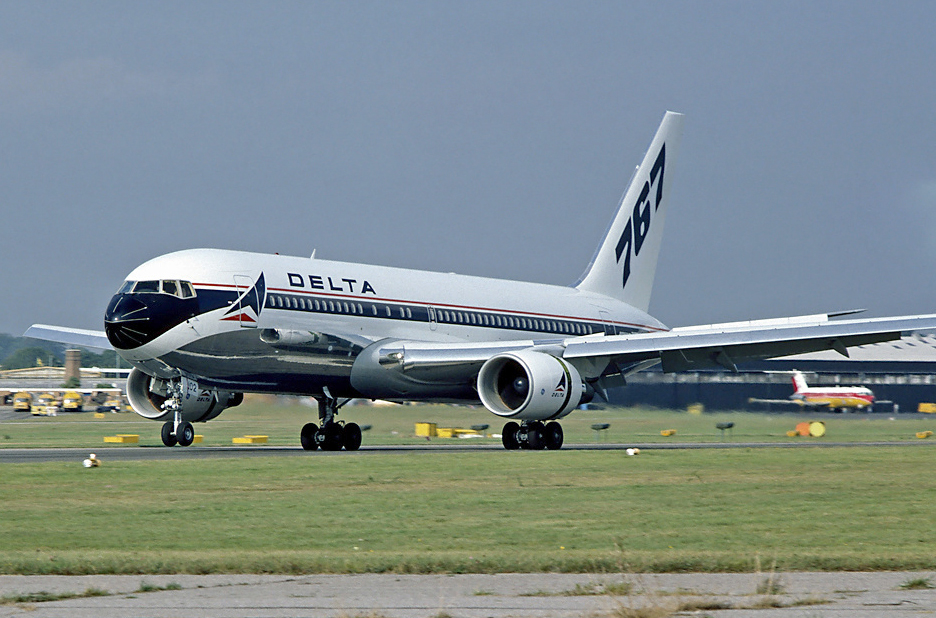
ظهرت 7X7 لأول مرة في معرض فارنبرة للطيران في عام 1982 على أنها 767-200.

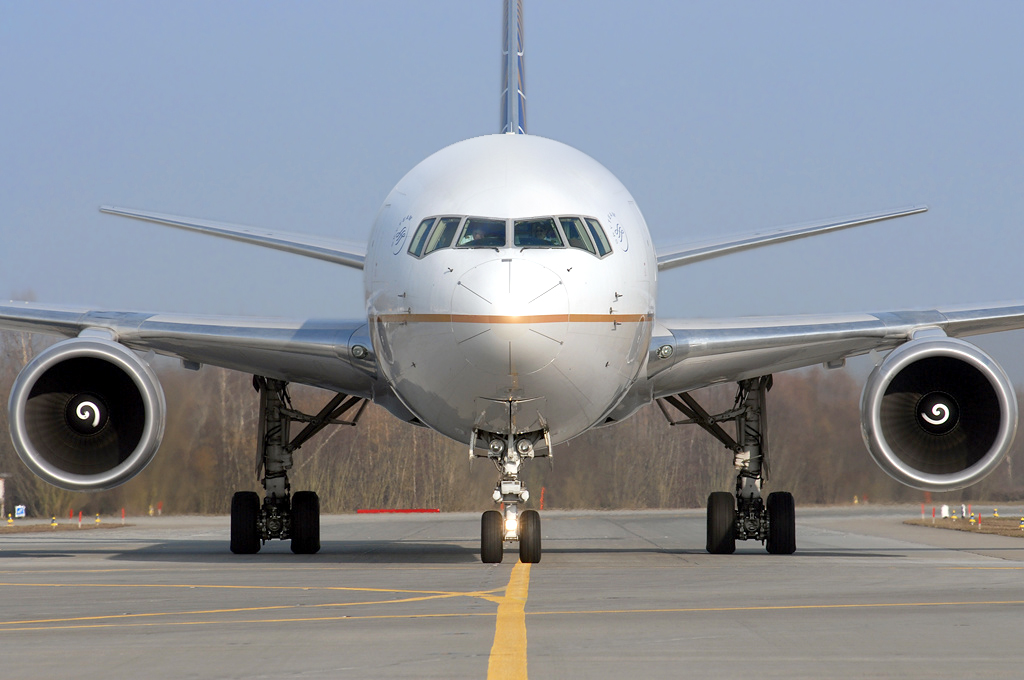
منظر أمامي لطائرة كونتيننتال ايرلاينز 767-400ER ، تظهر ملف تعريف جسم الطائرة ، وجناح ثنائي ، ومحركات CF6

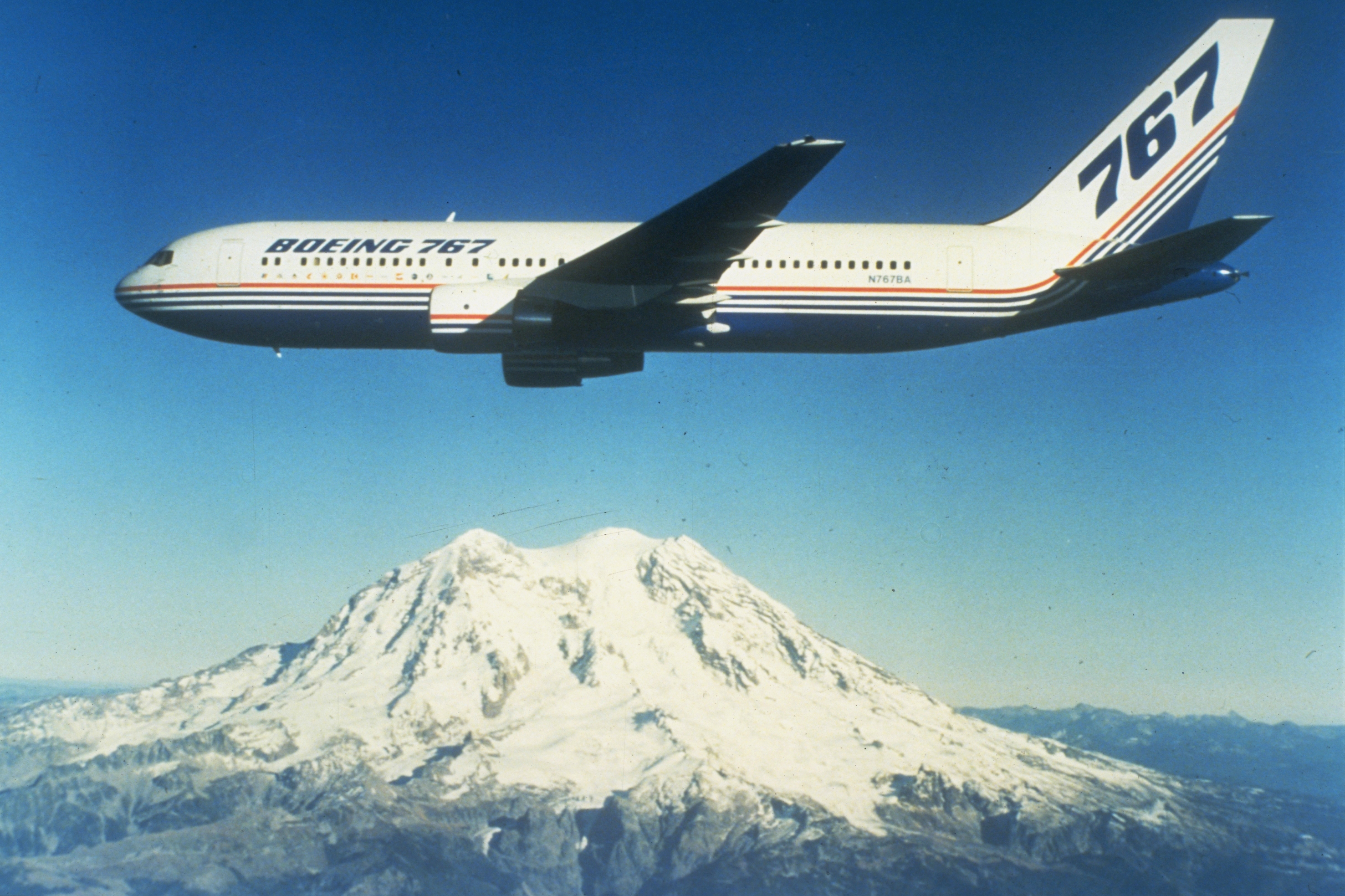
تم بناء أول طائرة 767-200 ، N767BA ، على متن الطائرة بالقرب من جبل رينييه في الثمانينيات.

دخلت الطائرة الخدمة في عام 1982، وتُعتبر يونايتد هي أول شركة طيران تستخدم هذه الطائرة في أسطولها.
في عام 2007، تلقت شركة بوينغ عرضاً لإنتاج 33 طائرة من طراز 300-767 للشحن الجوي لكل من شركتي دي إتش إل ويو بي إس.
في عام 2011، تم إنتاج الطائرة رقم 1000 من بوينغ 767.
في عام 2011، قامت شركة فيديكس إكسبريس بوضع طلب لشراء 27 طائرة بوينغ 300-767 مخصصة للشحن الجوي.

## حوادث
اعتباراً من ماي 2017، كان للطائرة حضور في 45 حادثة طيران مختلفة، نتج عنها 851 ضحية. ومن بين أخطر هذه الحوادث:
- في عام 1983، الرحلة 143 لطيران كندا تعرضت لفقدان الوقود في الجو، وتمكنت من الهبوط في قاعدة جوية مهجورة، الحادثة لم تسفر عن أي ضحايا.
- في عام 1991، أول حادث مميث للطائرة هو حادث الرحلة 4 لاودا للطيران، بسبب عطل ميكانيكي، أسفر الحادث عن وفاة كل ركاب وطاقم الطائرة البالغ عددهم 223.
- في عام 1999، الرحلة 990 التابعة لشركة مصر للطيران، تحطمت فوق الأطلنطي وأسفرت عن وفاة كل ركاب وطاقم الطائرة البالغ عددهم 217.
- في عام 2002، الرحلة 129 لشركة طيران الصين، تحطمت بسبب فقدان قائد الطائرة التحكم بها، أسفر الحادث عن وفاة 129 راكب، من أصل 166 ممن كانوا على متن الطائرة.
- في عام 1996، رحلة الخطوط الجوية الإثيوبية 961، تعرضت فيها الطائرة للاختطاف وتحطمت قرب جزر القمر بعد نفاذ الوقود بها. أسفر الحادث عن مقتل 125 راكب من أصل 175 ممن كانوا بالطائرة.
- في عام 2001، طائرتين كانا لهما حضور في هجمات 11 سبتمبر، في الخطوط الجوية الأمريكية الرحلة 11 والخطوط الجوية المتحدة الرحلة 175.
- في عام 2011، رحلة خطوط لوت الجوية البولندية الرقم 16 هبطت إضطرارياً بسبب عطل هيدروليكي.
- في عام 2016، الرحلة 383 للخطوط الجوية الأمريكية ألغت فيها الطائرة إقلاعها بالمدرج بسبب مشكلة تتعلق بالمحرك، مما أدى إلى اشتعال حريق بجناح الطائرة.

## اقرأ أيضا
- ذات المراوح الأربع